# نيكولا كومازيتش
نيكولا كومازيتش (15 نوفمبر 1987 بفرباس في صربيا - ) هو لاعب كرة قدم صربي في مركز الهجوم. لعب مع نادي بترولول بلويشتي ونادي بوسان أي بارك ونادي دينامو باتومي ونادي ساراييفو ونادي ماريبور ونادي هاوغسوند وهايدوك كولا وPattaya United F.C. (2008) ‏ وSuphanburi F.C. ‏.

## وصلات خارجية
- نيكولا كومازيتش على موقع دوري كوريا الجنوبية (الإنجليزية)
- نيكولا كومازيتش على موقع قاعدة بيانات كرة القدم.إي يو (الإنجليزية)
- نيكولا كومازيتش على موقع ناشيونال فوتبول تيمز (الإنجليزية)
- نيكولا كومازيتش على موقع Soccerway.com (الإنجليزية)
- نيكولا كومازيتش على موقع عالم كرة القدم.نت (الإنجليزية)